# 2월 28일
2월 28일은 그레고리력으로 59번째(윤년일 경우도 59번째) 날에 해당한다.

## 사건
- 1922년 - 이집트가 영국으로부터 독립.
- 1947년 - 중화민국의 타이완에서 2·28 사건 발생.
- 1960년 - 대한민국 대구광역시에서 2·28 대구 학생의거 발발.
- 2022년 - 마지막 안토노프 An-225가 러시아군의 폭격으로 인하여 파괴됨.

## 문화
- 2002년 - KBS 위성 1TV와 KBS 위성 2TV 폐국.
- 2007년 -
  - 하이텔 VT 서비스 종료되었다.
  - 케이블TV 채널인 Qwiny가 사행성 문제로 폐국되었다.
- 2008년 - 제로보드 XE버전 공식 발표.
- 2009년 - 대한민국의 종합 인터넷 검색회사 엠파스가 네이트에 통합되었다.
- 2010년 - 대한민국에서 구글은 마이크로소프트의 웹 브라우저인 인터넷 익스플로러 6에 대한 일부 지원을 중단했다.
- 2012년 - ITX-청춘 열차 운행 시작. (청량리 ~ 춘천 구간)
- 2017년 - 서원주 IC  개통하였다.
- 2025년 - 매드포갈릭 신세계사우스시티가 영업을 종료했다.

## 탄생
- 1533년 - 프랑스의 철학자 미셸 드 몽테뉴. (~1592년)
- 1838년 - 조선의 가톨릭 순교자, 프랑스인 신부 시몽 마리 앙투안 쥐스트 랑페르 드브르트니에르. (~1866년)
- 1854년 - 청나라 황족 종실 겸 정치가 공충친왕 이신의 장녀 롱슈.
- 1871년 - 일제강점기의 관료 겸 교육인 정석모. (~1942년)
- 1879년 - 일제강점기의 승려 권상로. (~1965년)
- 1880년 - 브라질의 최고령 마리아 올리비아 다 실바. (~2010년)
- 1881년 - 대한제국의 독립운동가 김규식. (~1950년)
- 1901년 - 미국의 물리화학자 라이너스 폴링. (~1994년)
- 1909년 - 영국의 문인 스티븐 스펜더. (~1995년)
- 1920년 - 프랑스의 철학자 미셸 드 몽테뉴. (~1592년)
- 1921년 - 프랑스 최후의 사형집행인 마르셀 슈발리에. (~2008년)
- 1928년 - 파키스탄의 자선가이자 운동가 압둘 사타르 에디. (~2016년)
- 1929년 - 대한민국의 군인 강상욱. (~2014년)
- 1930년 - 대한민국 정치인 노신영. (~2019년)
- 1938년 - 대한민국의 가수 패티 김.
- 1942년
  - 미국의 전 정치인, 문학 작가 토머스 조지프 라이언.
  - 이탈리아의 축구 선수,  축구 감독 디노 초프.
- 1946년
  - 영국의 정치인 로빈 쿡. (~2005년)
  - 일본의 전 축구 선수 오치아이 히로시.
- 1947년
  - 대한민국의 영어 학원인 이익훈. (~2008년)
  - 폴란드의 전 축구 선수 브워지미에시 루반스키.
- 1951년 - 대한민국의 가수 김홍조.
- 1954년 - 벨기에의 수학자 장 부르겡.
- 1955년
  - 대한민국의 정치인 김규창.
  - 미국의 영화배우, 희극인 길버트 갓프리드. (~2022년)
- 1956년 - 캐나다의 영화 감독 가이 매딘.
- 1957년 - 대한민국의 전직 씨름 선수 이봉걸.
- 1960년 - 캐나다의 배우, 모델 도로시 스트래튼.
- 1961년
  - 대한민국의 정치인 염동열.
  - 캐나다의 배우 레이 돈 총.
- 1962년 - 대한민국의 법조인, 정치인 최교일.
- 1963년 - 대한민국의 배우 강애심.
- 1965년 - 대한민국의 정치인 이광재.
- 1966년
  - 영국의 문학 작가 필립 리브.
  - 포르투갈의 전 축구 선수 파울루 푸트르.
- 1967년
  - 일본의 게임 음악, 작곡가 호소에 신지.
  - 대한민국의 가수 예지.
- 1968년
  - 대한민국의 가수, 희극인 정찬우. (컬투)
  - 대한민국의 성우 양정애.
- 1969년 - 대한민국의 성우 이자명.
- 1970년 - 미국의 소설가 대니얼 핸들러.
- 1971년
  - 대한민국의 배우 강명주. (~2025년)
  - 대한민국의 야구 선수 김종석.
- 1972년
  - 대한민국의 성우 임유진.
  - 대한민국의 배우 최병모.
- 1973년 - 미국의 정치인 마크 리퍼트.
- 1974년 - 대한민국의 가수 이적.
- 1975년
  - 대한민국의 배우 김혜진.
  - 대한민국의 전 야구 선수 박진철.
  - 대한민국의 성우 이자명.
  - 일본의 성우 하야미즈 리사.
- 1976년
  - 노르웨이의 프리스타일 스키 선수 에우둔 그뢴볼. (~2025년)
  - 미국의 모델, 배우 앨리 라터.
  - 일본의 성우 KAORI.
- 1977년
  - 대한민국의 배우 고서희.
  - 대한민국의 배우 김정민.
  - 대한민국의 전 농구 선수 이언주.
- 1979년
  - 영국의 종합격투기 선수 마이클 비스핑.
  - 대한민국의 희극인 김민수.
  - 대한민국의 작곡가, 음악 프로듀서 라이언 전.
- 1980년 - 대한민국의 가수 겸 뮤지컬 배우 바다.
- 1981년 - 대한민국의 역도 선수 전상균.
- 1982년 - 대한민국의 뮤지컬 배우 서홍석.
- 1983년 - 대한민국의 배우 박철호.
- 1984년
  - 체코의 모델 카롤리나 쿠르코바.
  - 리투아니아의 근대5종 선수 라우라 아사다우스카이테.
- 1985년
  - 대한민국의 스피드스케이팅 선수 이강석.
  - 대한민국의 축구 선수 백지훈.
  - 브라질의 축구 선수 지에구 히바스 다 쿠냐.
  - 대한민국의 전직 스타크래프트 프로게이머 정영주.
  - 대한민국의 핸드볼 선수 정의경.
- 1986년
  - 대한민국의 배우 구재이.
  - 대한민국의 축구 선수 김영신.
  - 대한민국의 의원 오현식.
  - 대한민국의 가수 윤혁. (디셈버)
  - 대한민국의 야구 선수 허승민. (삼성 라이온즈).
  - 일본의 성우 산페이 유우코.
- 1987년
  - 대한민국의 레이싱 모델 김지민.
  - 대한민국의 야구 선수 최정 (SSG 랜더스).
  - 대한민국의 레이싱 모델 황가히.
  - 이탈리아의 축구 선수 안토니오 칸드레바.
- 1988년
  - 대한민국의 프로게이머 김민수.
  - 체코의 싱어송라이터, 배우 마르케타 이르글로바.
- 1989년
  - 대한민국의 희극인 김두현.
  - 대한민국의 배우 최태환.
  - 미국의 야구 선수 채드 벨.
  - 중화인민공화국의 배우 안젤라베이비.
  - 중화인민공화국의 가수 장리인.
- 1990년
  - 대한민국의 가수 강지혜.
  - 대한민국의 전직 스타크래프트 프로게이머 최호선.
  - 독일의 축구 선수 제바스티안 루디.
  - 영국의 배우 조지나 레오니다스.
- 1991년
  - 일본의 배우 야마모토 히카루.
  - 일본의 성우 야마키타 사키.
  - 대한민국의 가수 로이도.
  - 대한민국의 뮤지컬 배우 강상준.
- 1992년
  - 대한민국의 가수 건지 (가비엔제이).
  - 멕시코의 축구 선수 나옐리 랑헬.
  - 대한민국의 래퍼 나플라.
  - 대한민국의 가수, 배우, 방송인 추혁진.
  - 대한민국의 축구 선수 문미라.
- 1993년
  - 그레나다의 육상 선수 린든 빅터.
  - 대한민국의 성우 김민주.
  - 대한민국 전 리그 오브 레전드 프로게이머 루퍼.
  - 대한민국의 래퍼 씨잼.
- 1994년
  - 대한민국의 가수 남궁진영.
  - 대한민국의 작곡가 겸 피아니스트 오은철.
  - 대한민국의 골프 선수 유현주.
  - 대한민국의 배우 윤수.
  - 대한민국의 배우 정하담.
  - 대한민국의 가수 지수 (타히티).
  - 영국의 가수 제이크버그.
  - 자메이카의 육상 선수 페드릭 데이커스.
- 1995년
  - 대한민국의 배우 방효린.
  - 대한민국의 가수 유회승 (엔플라잉).
  - 대한민국의 리그 오브 레전드 프로게이머 크라운.
  - 대한민국의 배구 선수 한다혜.
  - 대한민국의 배우 이유진.
- 1996년
  - 대한민국의 피아니스트 이경아.
  - 노르웨이의 육상 선수 카르스텐 바르홀름.
- 1997년
  - 대한민국의 가수 태양 (SF9).
  - 대한민국의 배우 홍서희.
  - 중화인민공화국의 양궁 선수 우자신.
  - 미국의 사격 선수 버지니아 트래셔.
- 1998년 - 대한민국의 가수 수진.
- 1999년 - 슬로베니아의 농구 선수 루카 돈치치.
- 2000년
  - 일본의 배우, 가수 카미시라이시 모카.
  - 이탈리아의 축구 선수 모이스 켄.
- 2001년
  - 대한민국의 카트라이더 러쉬플러스 프로게이머 한승철.
  - 말레이시아의 아이돌 쿠로스 하루카. (KLP48)
  - 대한민국의 이종격투기 선수 박나영.
- 2002년
  - 러시아의 체조 선수 이반 쿨랴크.
  - 오스트레일리아의 싱어송라이터 일로나 가르시아.
- 2005년 - 브라질의 축구 선수 비토르 호케.
- 2007년 - 대한민국의 아역 배우 조유하.
- 2009년 - 대한민국의 가수 방윤하.
- 2011년 - 대한민국의 아역 배우 이설아.

## 사망
- 1452년 - 조선의 재상 황희. (1363년~)
- 1648년 - 덴마크, 노르웨이의 국왕 크리스티안 4세. (1577년~)
- 1975년 - 대한민국의 시인 한하운. (1920년~)
- 1978년 - 미국의 한국계 영화배우 안필립. (1905년~)
- 1981년 - 대한민국 군인 겸 기업가 및 예비역 대한민국 육군 중장 양국진. (1916년~)
- 1986년 - 스웨덴의 총리 올로프 팔메. (1927년~)
- 1987년 - 대한민국의 공무원 출신 정치가 이경호. (1917년~)
- 1989년 - 조선민주주의인민공화국의 시인 박세영. (1902년~)
- 2005년 - 대한민국의 화가 장우성. (1912년~)
- 2011년
  - 프랑스의 배우 아니 지라르도. (1931년~)
  - 대한민국의 군인, 제18대 광복회장 김영일. (1925년~)
- 2015년 - 터키의 소설가 야샤르 케말. (1923년~)
- 2016년 - 미국의 배우 조지 케네디. (1925년~)
- 2018년 - 대한민국의 정치인 최기선. (1945년~)
- 2019년 - 미국의 지휘자 앙드레 프레빈. (1929년~)
- 2020년 - 미국의 물리학자 프리먼 다이슨. (1923년~)
- 2021년 - 잉글랜드의 축구 선수 글렌 로더. (1955년~)
- 2023년
  - 대한민국의 가수 송민도. (1923년~)
  - 이란의 작가 자바드 타바타바이. (1945년~)
- 2024년
  - 대한민국의 제36대 보건복지부장관 김모임. (1935년~)
  - 소련의 정치인 니콜라이 리시코프. (1929년~)
  - 대한민국의 교육인 송수식. (1941년~)
  - 대한민국의 성우 안종국. (1942년~)
- 2025년 - 일본의 작가 소노 아야코. (1931년~)

## 기념일
- 2.28 민주운동 기념일: 대한민국
- 핀란드 칼레발라의 날
- 중화민국 평화 기념일(Peace Memorial Day)
- 스승의 날(Teachers' Day): 아랍 국가(Arab countries). 이란은 5월 2일
- 세계 희귀병의 날(2월의 마지막 날)

## 같이 보기
- 전날: 2월 27일 다음날: 3월 1일(2월 29일) - 전달: 1월 28일 다음달: 3월 28일
- 음력: 2월 28일
- 모두 보기